# Ludwig Maibohm
Ludwig Maibohm (* 24. März 1914 in Bremerhaven; † 1997 in München) war ein deutscher Sportjournalist.
Maibohm arbeitete hauptsächlich als Reporter für den Bayerischen und den Hessischen Rundfunk. 
Seine Spezialgebiete als Sportjournalist bildeten Eishockey, Fußball und Boxen. Für Max Schmeling schrieb er dessen Erinnerungen auf.